# 鬼神阿松

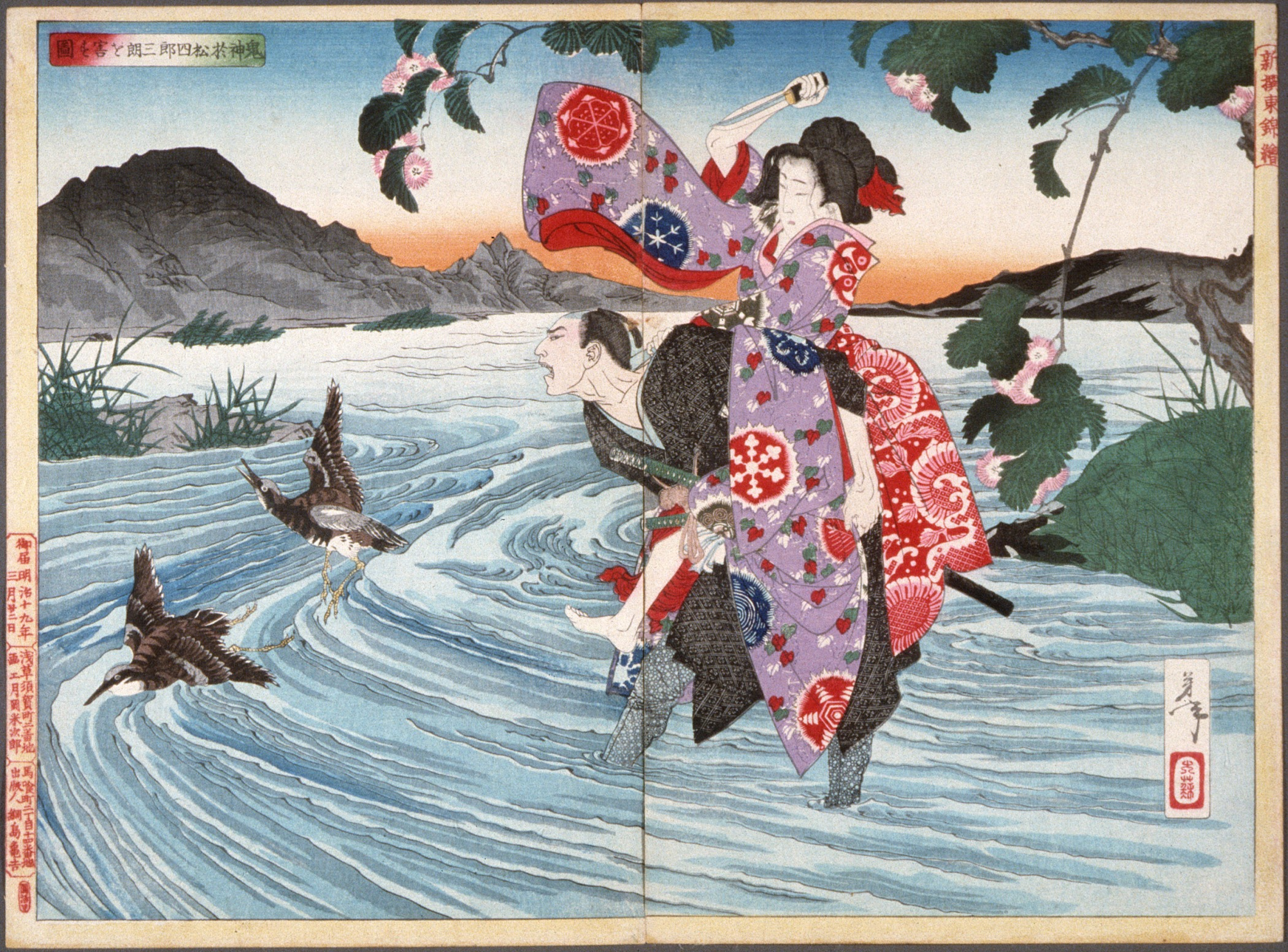
「新撰東錦繪・鬼神阿松殺害四郎三郎圖」(作者：月岡芳年)

鬼神阿松( 鬼神のお松，公元? - 1783 )是日本歌舞伎、淨瑠璃、浮世繪等藝術體材中出現的江戶時代女盜賊，與自來也、石川五右衛門合稱「日本三大盜賊」。根據傳說，阿松外貌姣好卻性格剽悍、詭計多端。有關她的生平正史記載極少，故現今多視其為虛構人物。

## 描述
相傳阿松原是深川的一名花魁，後嫁給浪人立見丈五郎。在歌舞伎表演中，她懷抱亡父頭骨熟睡的妖豔身姿，使其獲得「骸骨之松」的別名。
明和4年(1767)，仙台藩藩士早川文左衛門與浪人山木傳七郎賭博獲勝。懷恨在心的山木召集其同伴立見、部賀九兵衛和稻毛甚齋，三人在早川返家時發動襲擊，反遭對方擊敗。立見和部賀被殺，稻毛則被押解回京都。
為了幫丈夫報仇，阿松上京救出稻毛，向他尋求協助。稻毛欣然答應，然而他卻對阿松起了非份之想；憤怒的阿松拒絕稻毛的求愛，揮劍將其斬殺。
隻身回到仙台的阿松以美人計誘惑早川得逞，兩人一同前往陸奧國旅行。途經衣川村 （页面存档备份，存于）時，阿松請早川背她過河，趁機背刺早川，並將屍體拋入河中。
之後，阿松被三島權左衛門率領的20多名盜賊圍困於金岳山，但她再次以巧計擊敗對方，更取而代之成為盜賊首領。如虎添翼的她率領盜賊團燒殺擄掠，「鬼神阿松」之名不逕而走。然而善惡終有報，阿松終於天明3年( 1783 ) 3 月 7 日遭到討伐，殺死她的人正是早川文左衛門的遺腹子文次郎。
又傳阿松本是出沒於奧州市一帶的女盜賊，擅以美色誘惑旅人，趁其不備謀財害命。一次，她假裝腿傷不便，請路過的武士夏目四郎三郎背她一程。夏目不疑有他，遭背刺生亡。夏目的兒子千太郎(或仙太郎)為了復仇展開旅程，在父親鬼魂的指引下成功討伐阿松。

## 相關傳說
- 青森縣十和田市奧入瀨溪流附近，有一名為「石碣」( 石ヶ戸 )的洞穴，相傳曾是阿松的藏身處[6]。
- 青森縣東津輕郡蓬田村盛行阿松的軼聞，據說阿松的家族便是發源於此[7]。

## 登場作品

### 讀本、小説
- 梅亭半木兎『笠松峠鬼神敵討』
- 假名垣魯文『薄緑娘白浪』

### 歌舞伎
- 「新板越白浪」（しんばんこしのしらなみ）
- 「百千鳥沖津白浪」（ももちどりおきつしらなみ）